# Altkirch
Altkirch (alsacià Àltkírech) és un municipi francès situat al departament de l'Alt Rin i a la regió del Gran Est.

## Demografia
| 1962  | 1968  | 1975  | 1982  | 1990  | 1999  |
| ----- | ----- | ----- | ----- | ----- | ----- |
| 4.246 | 5.118 | 5.319 | 5.268 | 5.090 | 5.386 |

## Administració
| Període | Identitat        | Partit |
| ------- | ---------------- | ------ |
| 2001-   | Jean-Luc Reitzer | UMP    |

## Personatges il·lustres
- Lucien Herr (1864, Altkirch - 18 de maig 1926), socialista francès [cal citació]